# كابيتاو بوكو
كابيتاو بوكو بلدية في ولاية بارا في المنطقة الشمالية من البرازيل. تُعرف باسم «أرض البرتقال» بسبب إنتاجها الكبير من هذه الفاكهة. تصدّر البلدية البرتقال والفواكه، والتوابل الأخرى للسوق الدولية. توجد عدة أنهار حول المدينة. 

كان استعمارها في الأربعينيات، وحصلت على الاستقلال عام 1961. للمدينة حاليا تأثير كبير في المدن المجاورة لها. 